# HMS D7
HMS D7 – brytyjski okręt podwodny typu D. Zbudowany w latach 1910–1911 w Chatham Dockyard, Chatham, gdzie okręt został wodowany 14 stycznia 1911 roku. Rozpoczął służbę w Royal Navy 14 grudnia 1911 roku. 
W 1914 roku D7 stacjonował w Harwich przydzielony do Ósmej Flotylli Okrętów Podwodnych (8th Submarine Flotilla) pod dowództwem 	Lt. Cdr. George C. Streeta.
12 września 1917 roku u wybrzeży Irlandii, dowodzony przez Lt. Oswald E. Hallifaxa okręt D7 zatopił niemiecki okręt podwodny SM U-45.
10 lutego 1918 roku w czasie omyłkowego ataku przez własny okręt HMS „Pelican”, D7 został uszkodzony. 
19 grudnia 1921 roku w okręt został sprzedany H. Pounds z Portsmouth.